# Bathyaulax foveiventris
Bathyaulax foveiventris är en stekelart som först beskrevs av Per Abraham Roman 1912.  Bathyaulax foveiventris ingår i släktet Bathyaulax och familjen bracksteklar. Inga underarter finns listade.